# Липчани
Липча́ни — село в Україні, у Яришівській сільській громаді Могилів-Подільського району Вінницької області. Населення становить 647 осіб.
Село розташоване на подільському березі річки Дністер. На іншому березі річки розташоване буковинське село Волошкове.
В селі є школа, дитячий садочок, два магазини, парк та церква.

## Історія
7 (20) листопада 1917 року, відповідно до Третього Універсалу Української Центральної Ради, увійшло до складу Української Народної Республіки.
12 червня 2020 року, відповідно до Розпорядження Кабінету Міністрів України від № 707-р «Про визначення адміністративних центрів та затвердження територій територіальних громад Вінницької області», увійшло до складу Яришівської сільської громади.
19 липня 2020 року, в результаті адміністративно-територіальної реформи та ліквідації Могилів-Подільського району (1923 — 2020), село увійшло до складу новоутвореного Могилів-Подільського району.

## Населення
Згідно з переписом УРСР 1989 року чисельність наявного населення села становила 763 особи, з яких 325 чоловіків та 438 жінок.
За переписом населення України 2001 року в селі мешкало 647 осіб.

### Мова
Розподіл населення за рідною мовою за даними перепису 2001 року:
| Мова       | Відсоток |
| ---------- | -------- |
| українська | 98,76 %  |
| російська  | 0,93 %   |
| молдовська | 0,15 %   |

## Відомі люди
- Семенюк Вілен Миронович — український політик, енергетик, колишній міністр енергетики та електрифікації України

## Галерея

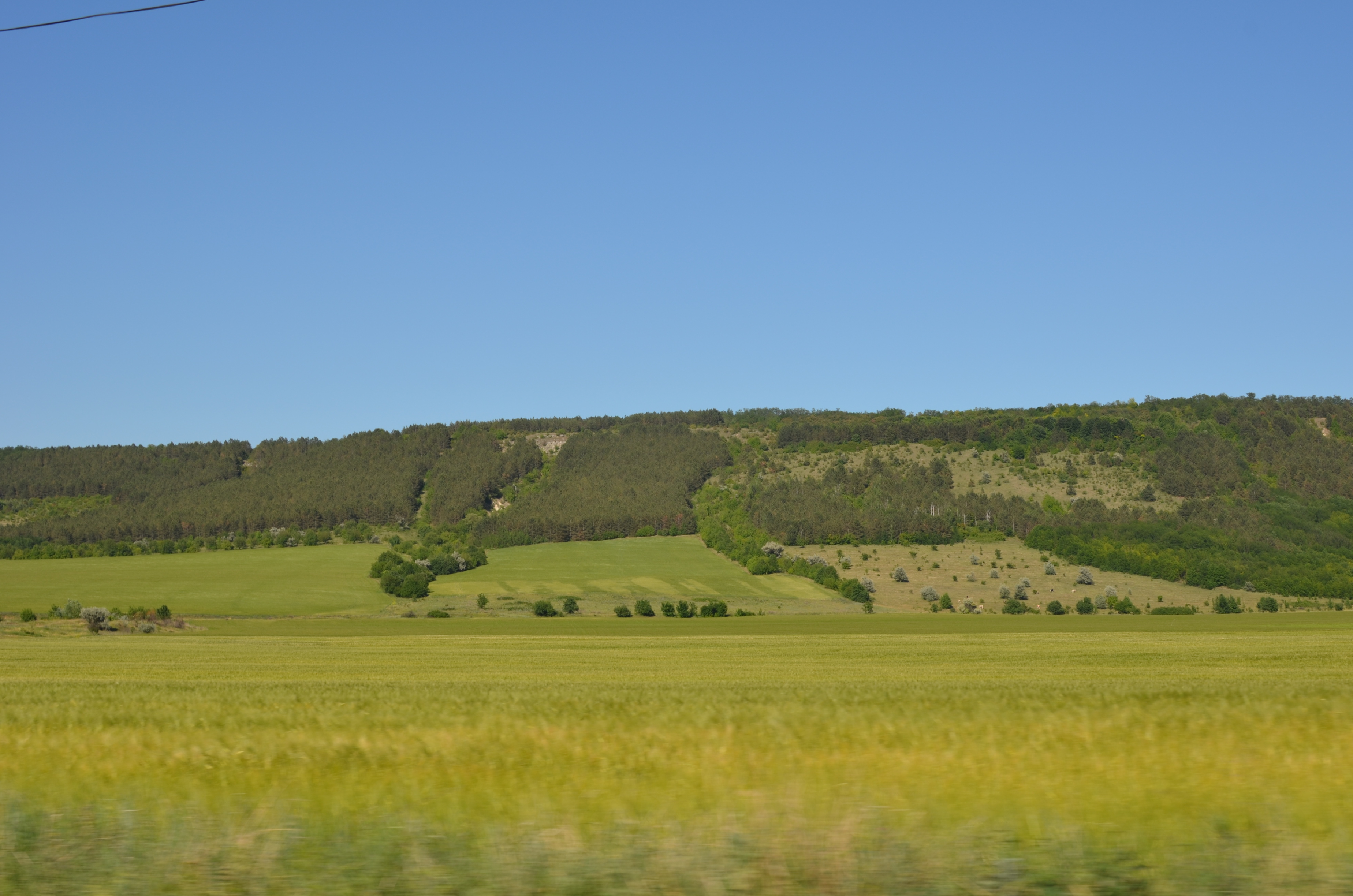
Околиці села
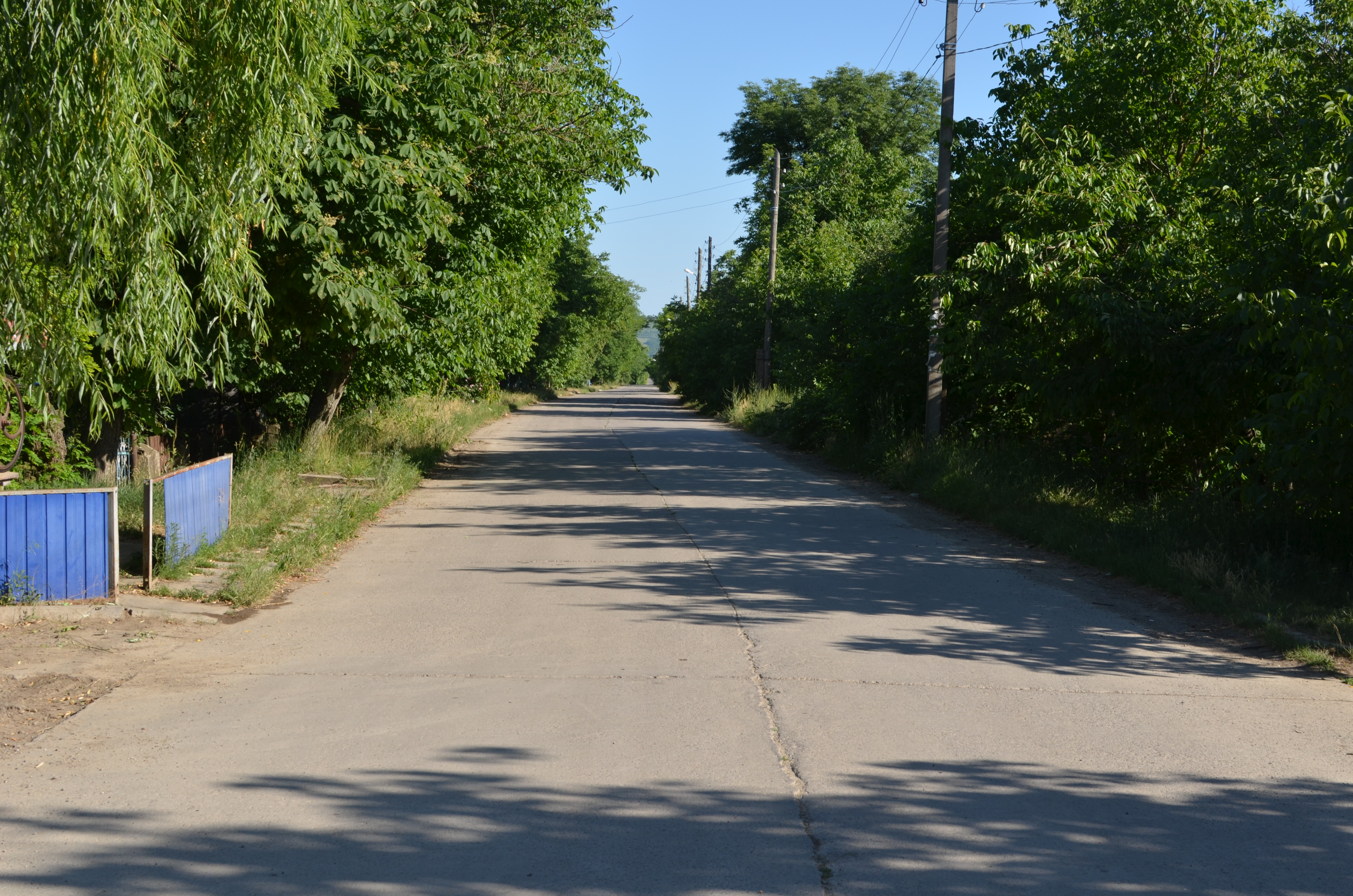
Центральна вулиця села
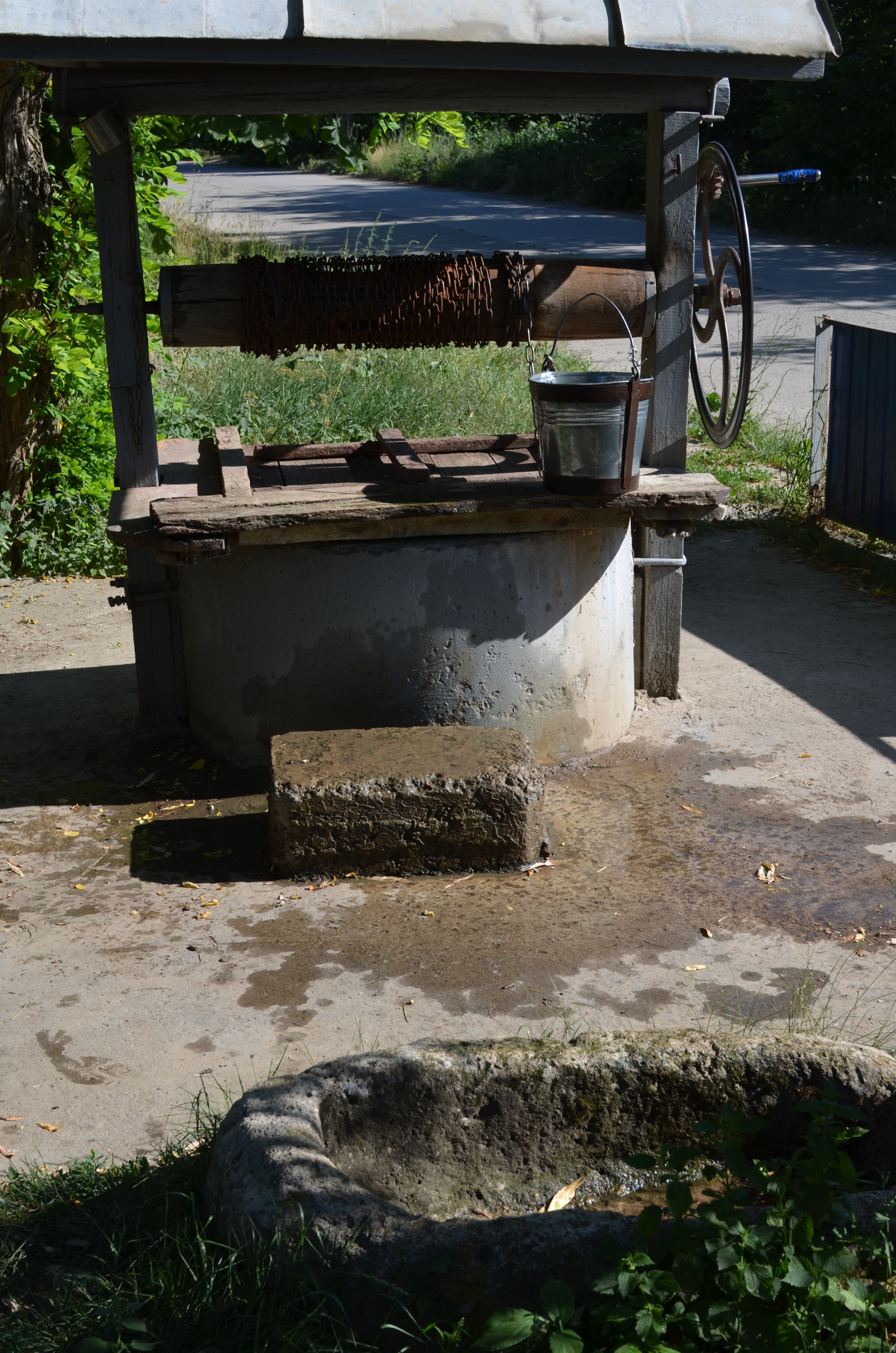
Криниця та жолоб
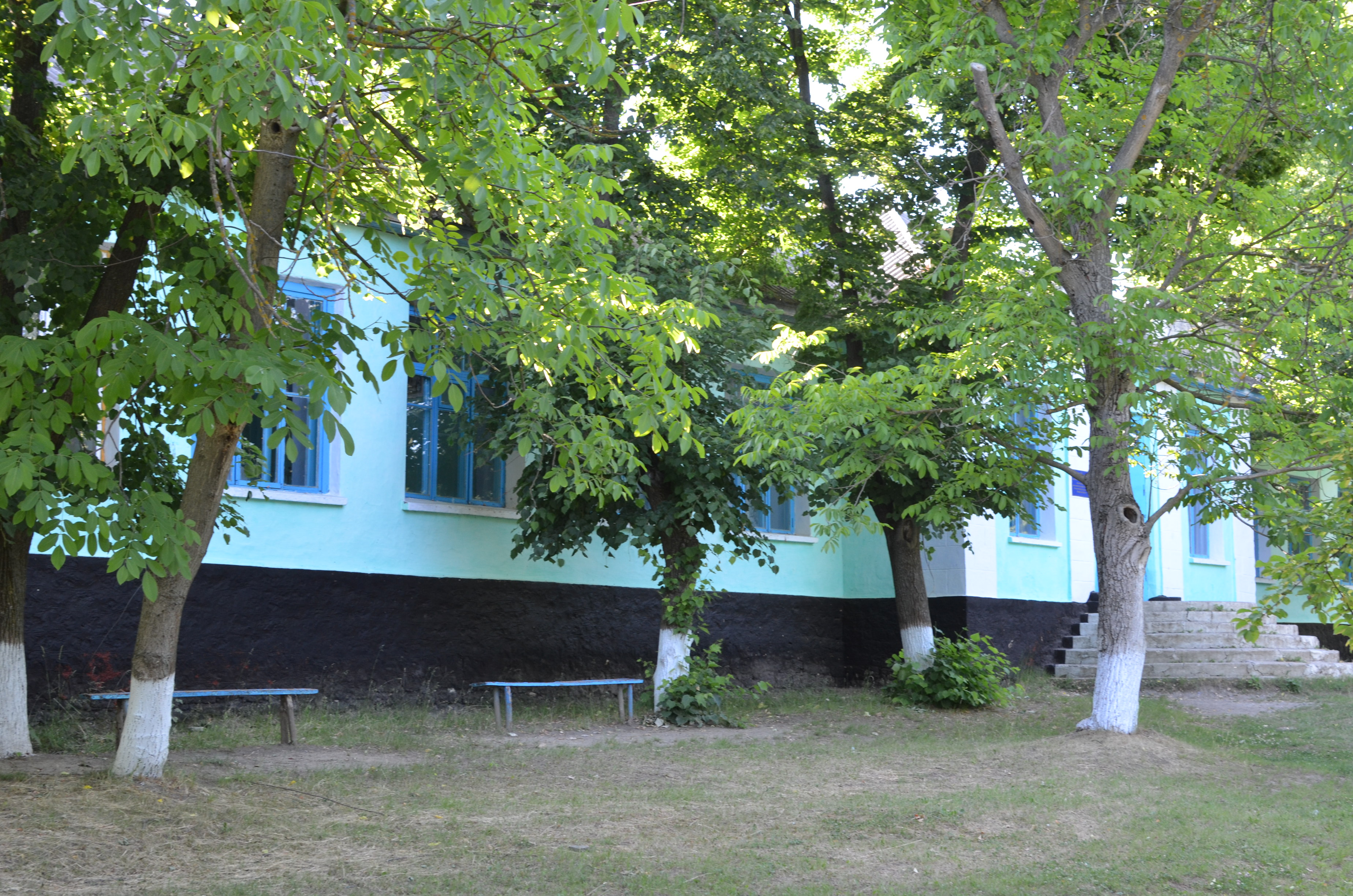
Школа
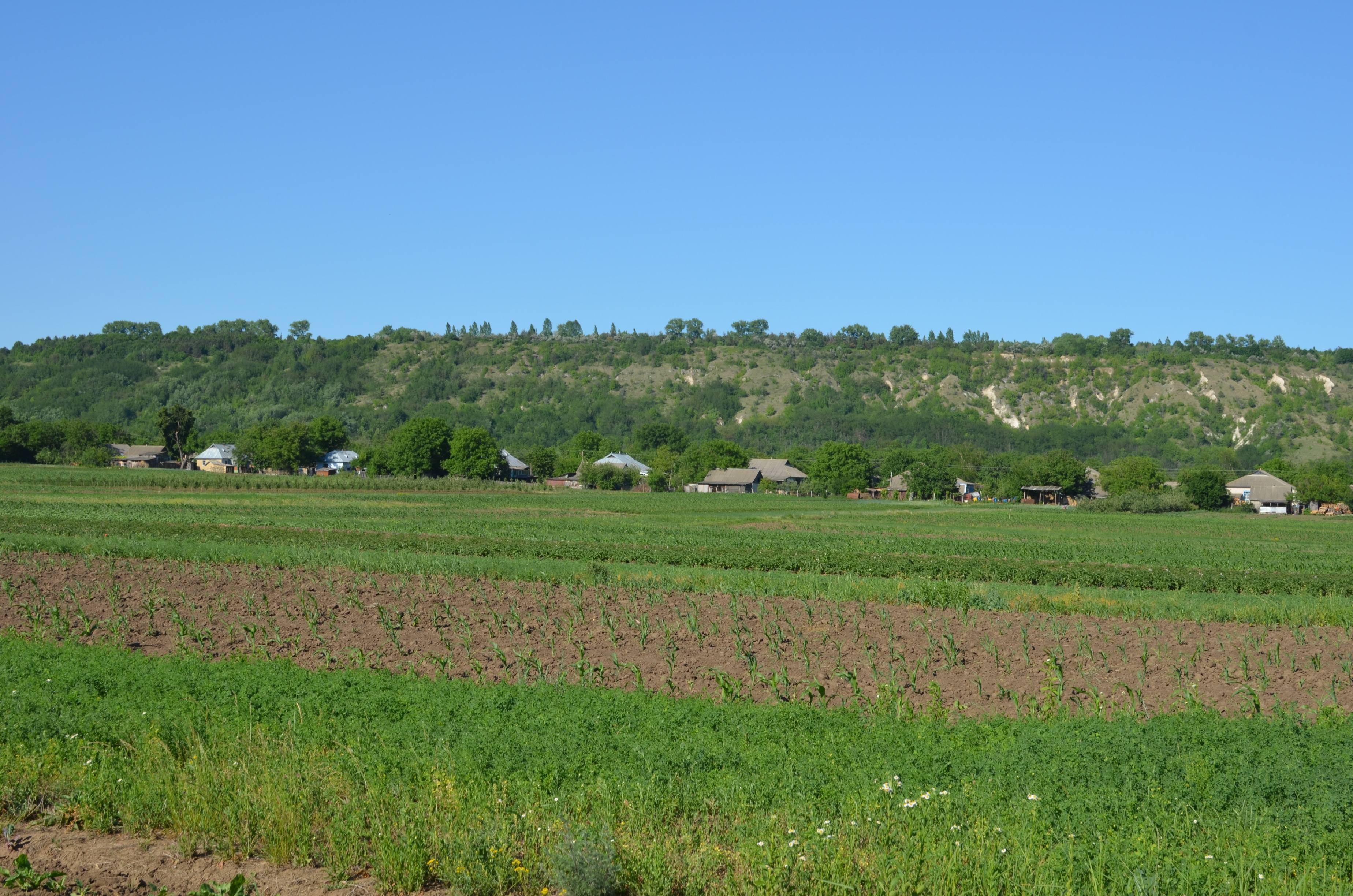
Панорама села
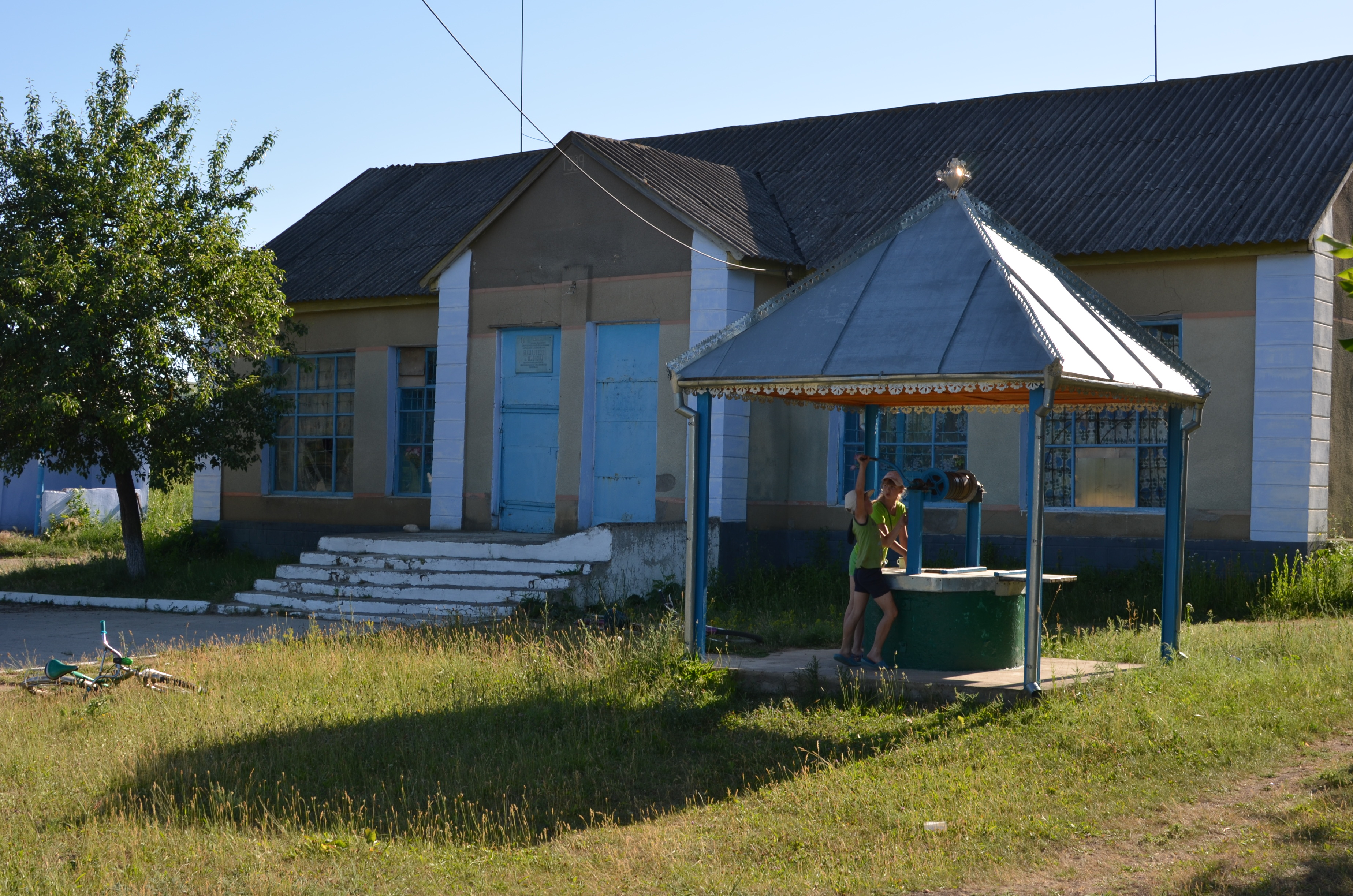
Бібліотека
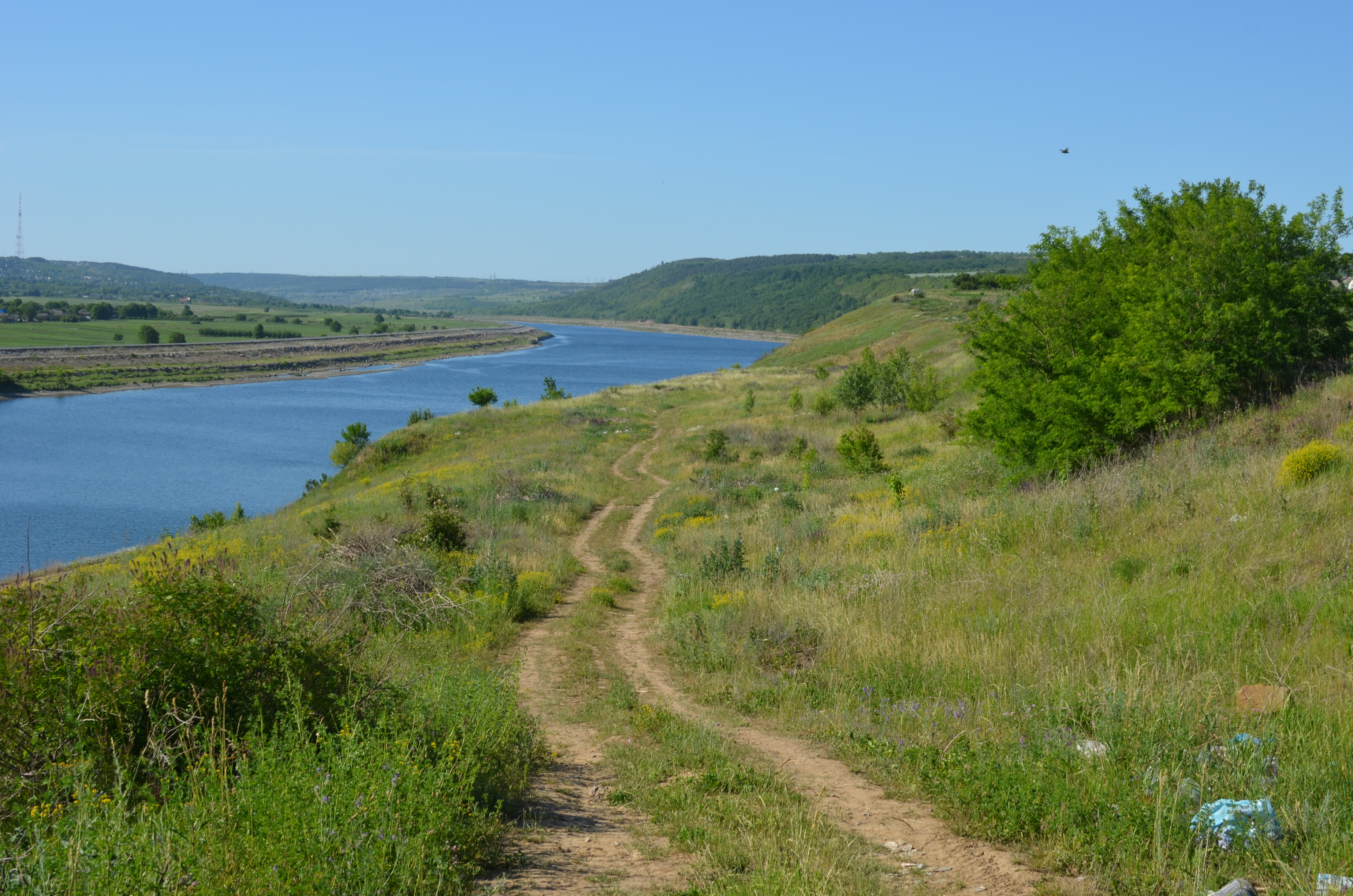
Берег Дністра
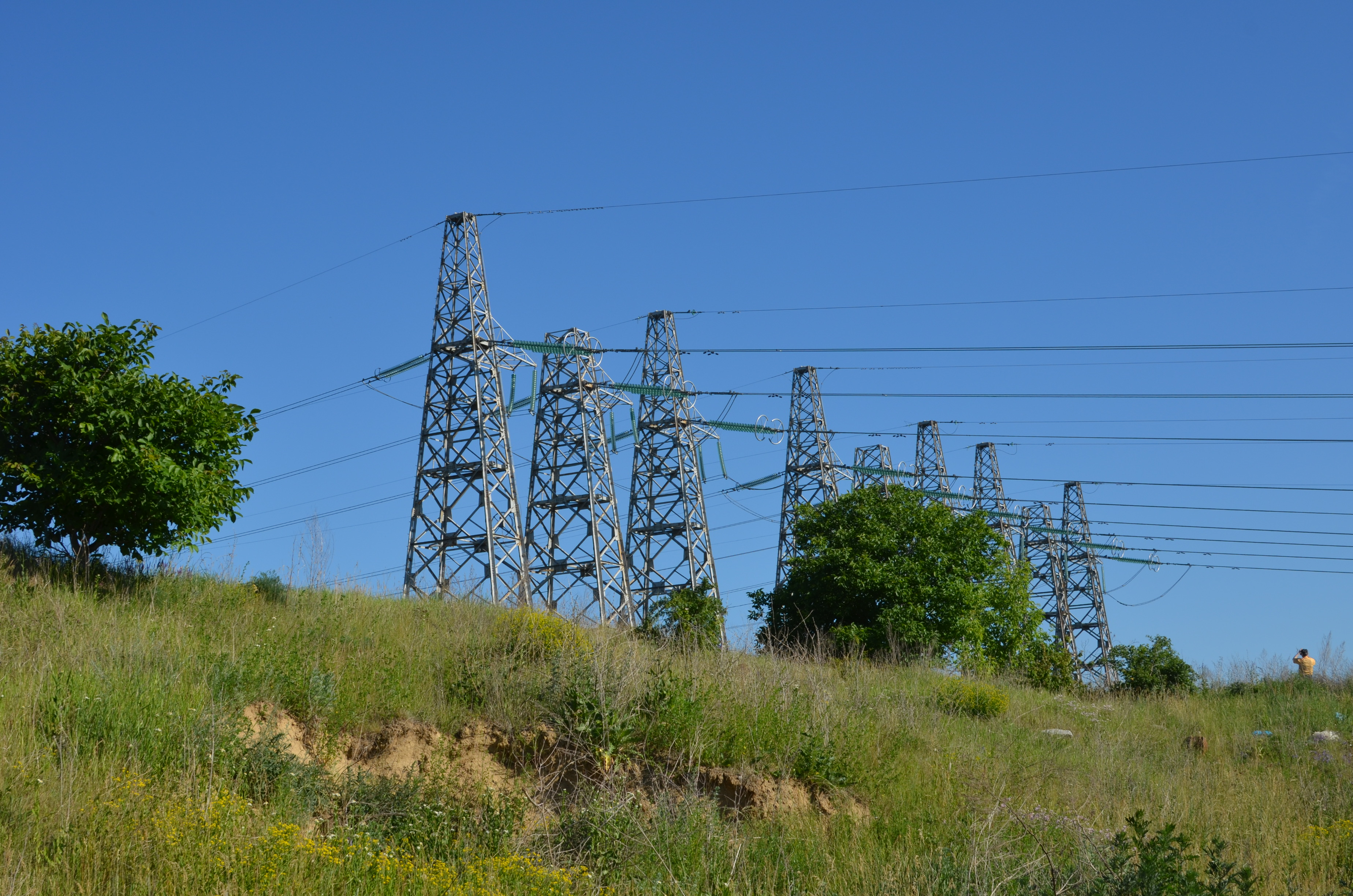
Лінії електропередач
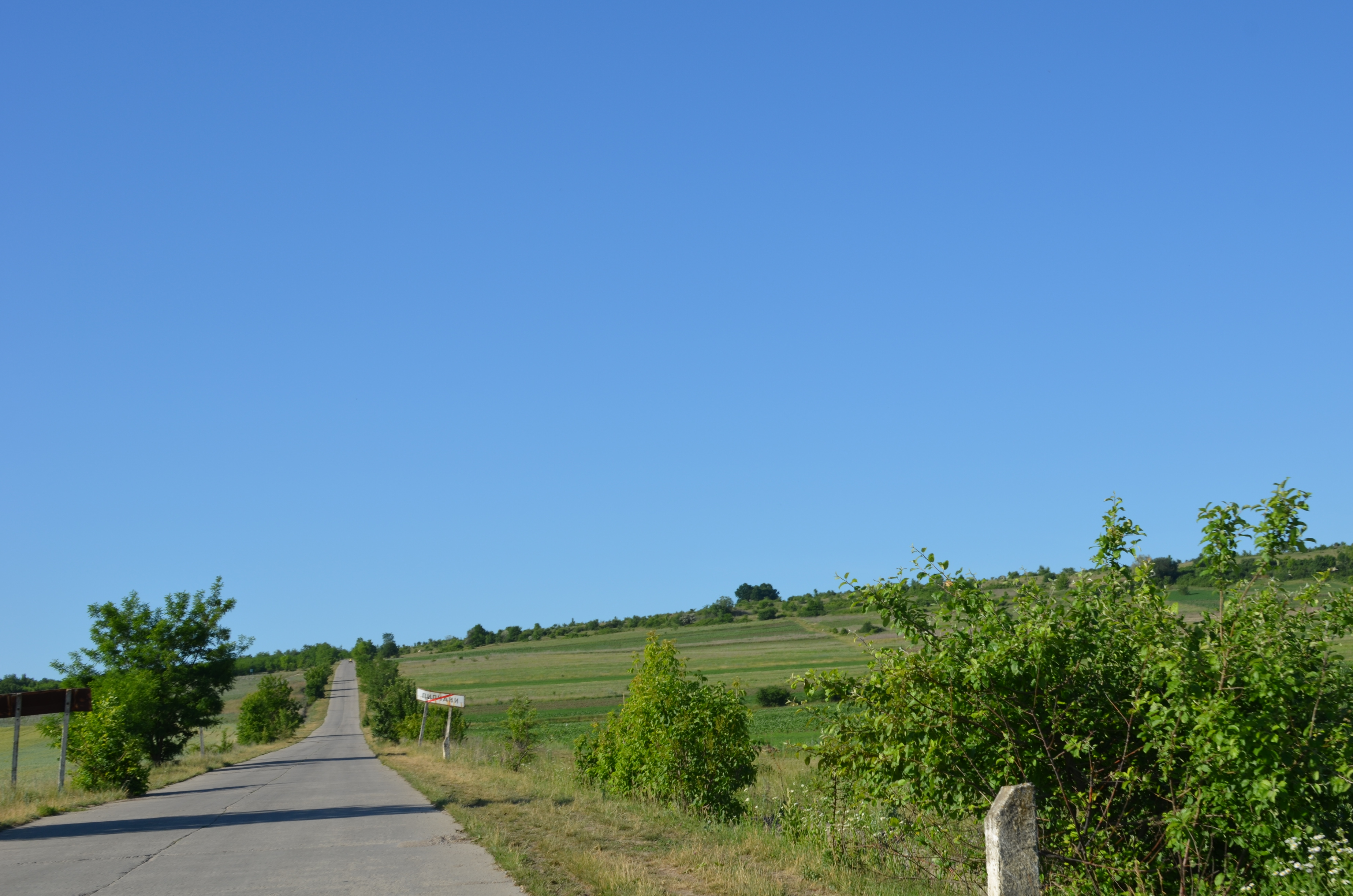
Знак при виїзді з села
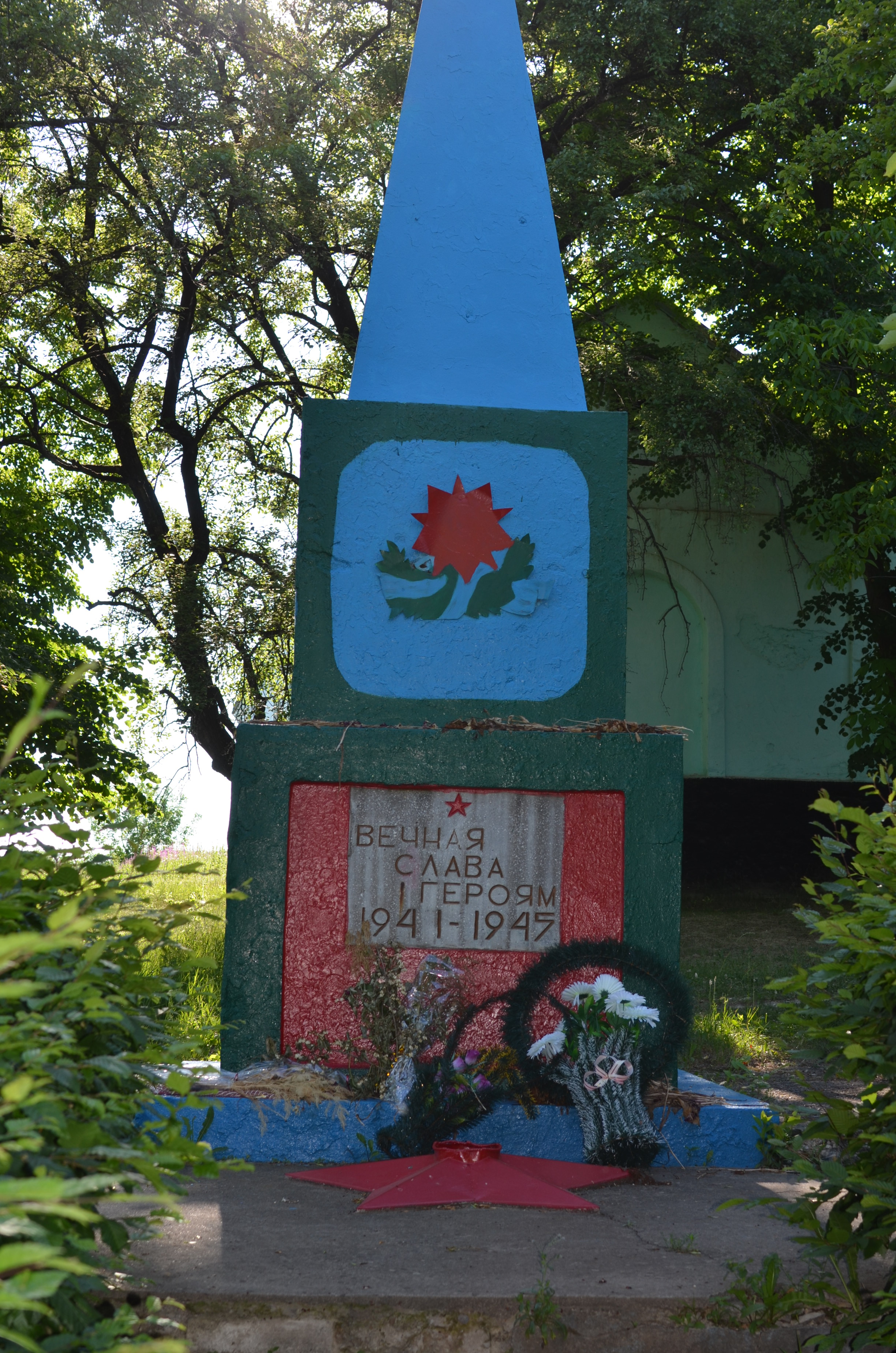
Братська могила 7 воїнів Радянської Армії, загиблих при звільненні села і пам’ятник 89 воїнам – односельчанам, загиблим на фронтах ВВВ
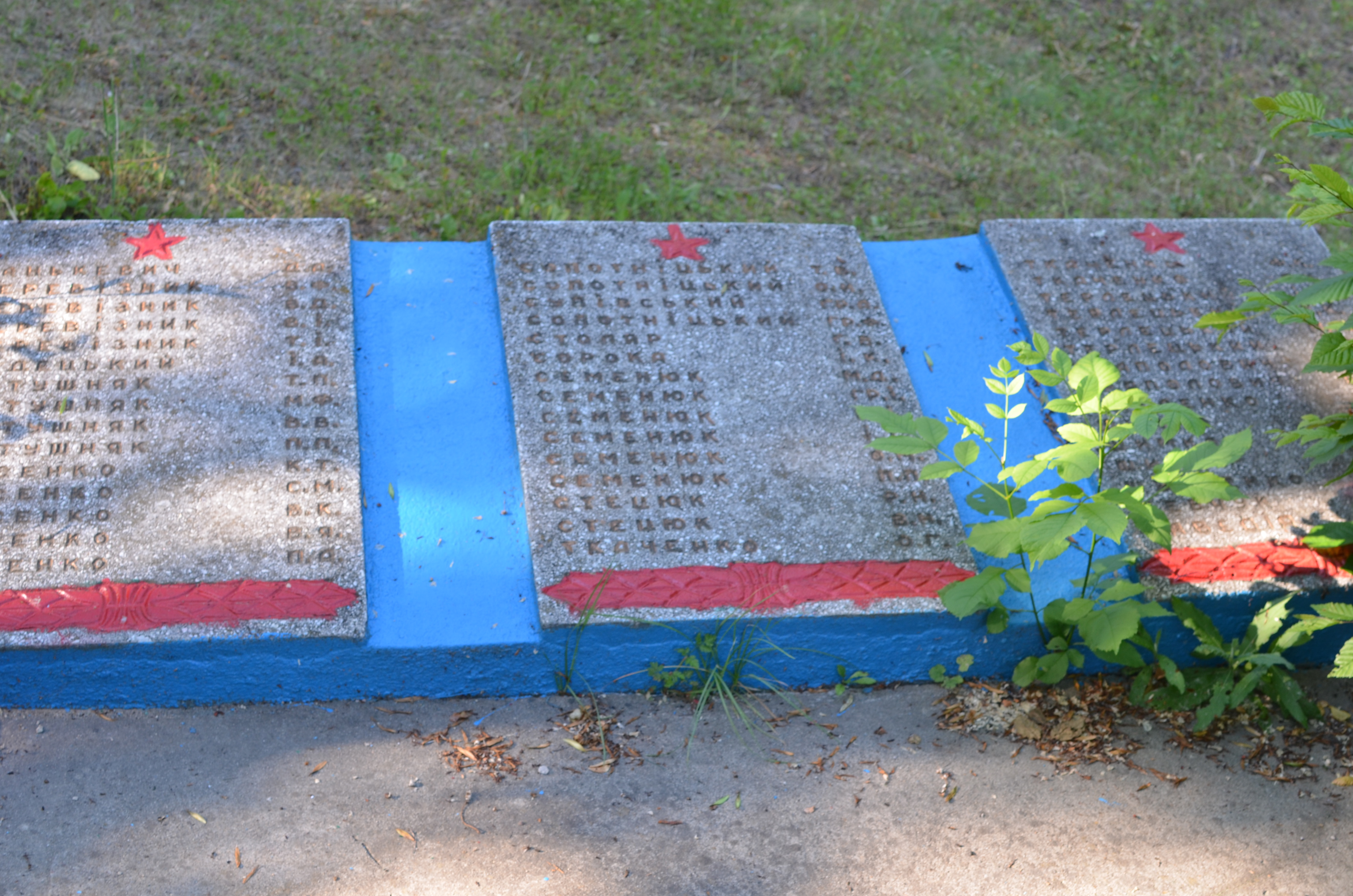
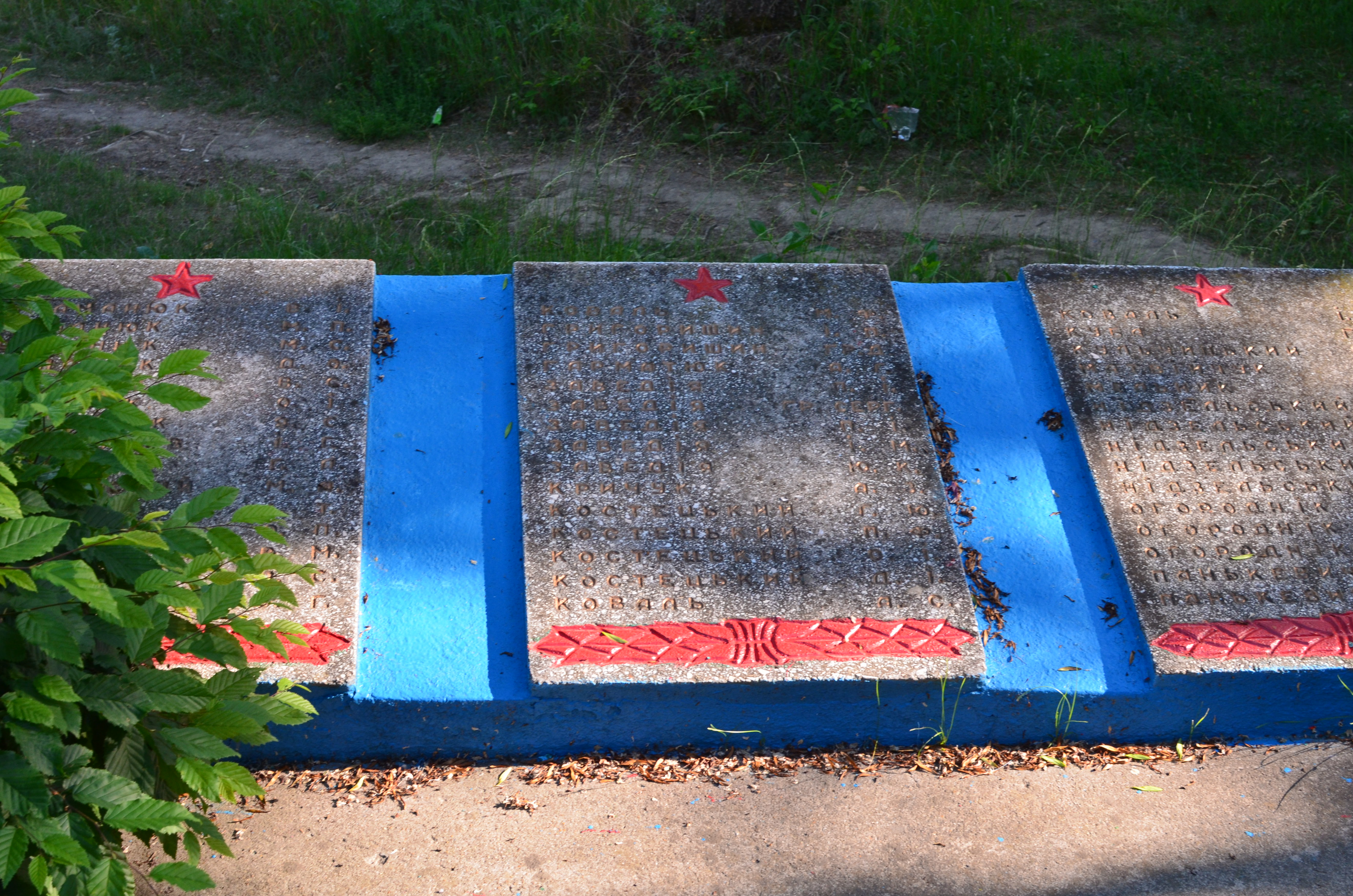